# Laurent Stocker
Pour les articles homonymes, voir Stocker.
Laurent Stocker est un acteur français né le 27 mai 1973 à Saint-Dizier. Il est sociétaire de la Comédie-Française.

## Biographie
Laurent Stocker naît en Champagne et grandit en Lorraine, à Ville-sur-Saulx (Meuse) puis à Neufchâteau (Vosges). Arrivé à Paris à seize ans, il obtient son baccalauréat au lycée Lamartine puis est formé aux Ateliers Gérard-Philipe et au Conservatoire national supérieur d'art dramatique de 1993 à 1996 dans les classes de Madeleine Marion, Daniel Mesguich et Philippe Adrien en parallèle à des études de lettres modernes à la Sorbonne. Le 14 juin 2001, il entre à la Comédie-Française, et en devient le 511e sociétaire le 1er janvier 2004.
En parallèle à sa carrière théâtrale, Laurent Stocker interprète de nombreux rôles au cinéma et à la télévision à partir du milieu des années 2000. Pour son interprétation dans Ensemble, c'est tout de Claude Berri il remporte le César du meilleur espoir masculin lors de la 33e cérémonie des César en 2008.
Il est nommé officier des Arts et des Lettres en 2014.

## Filmographie

### Cinéma
- 1998 : La Mort du Chinois de Jean-Louis Benoît : Serge
- 2005 : Saint-Jacques… La Mecque de Coline Serreau : Cadre de France Télécom
- 2005 : Aux abois de Philippe Collin : Tholon
- 2007 : Ensemble, c'est tout de Claude Berri : Philibert Marquet de la Durbellière
- 2009 : Le code a changé de Danièle Thompson : Jean-Louis Mauzard
- 2009 : Cyprien de David Charhon : Stanislas Wagner
- 2009 : Je ne dis pas non d'Iliana Lolic : Robert
- 2011 : L'Art d'aimer d'Emmanuel Mouret : Boris
- 2011 : Nuit blanche de Frédéric Jardin : Manuel
- 2011 : L'Exercice de l'État de Pierre Schöller : Yan
- 2012 : Cornouaille d'Anne Le Ny : Maître Mevel
- 2013 : Tirez la langue, mademoiselle d'Axelle Ropert : Dimitri Pizarnik
- 2014 : 1001 grammes de Bent Hamer : Pi
- 2014 : Brèves de comptoir de Jean-Michel Ribes : Monsieur Laroque
- 2014 : Chic ! de Jérôme Cornuau : Alan Bergam
- 2015 : Caprice d'Emmanuel Mouret : Thomas
- 2015 : Ange et Gabrielle de Anne Giafferi : Guillaume
- 2016 : Les Naufragés de David Charhon : William Boulanger
- 2016 : Cézanne et moi de Danièle Thompson : Ambroise Vollard
- 2017 : Garde alternée d'Alexandra Leclère : Michel
- 2018 : Les Estivants de Valeria Bruni Tedeschi : Stanislas
- 2019 : J'accuse de Roman Polanski : Général de Pellieux
- 2020 : De Gaulle de Gabriel Le Bomin : Jean Laurent
- 2020 : Un triomphe d'Emmanuel Courcol : Stéphane
- 2020 : Adieu les cons d'Albert Dupontel : Monsieur Tuttle
- 2020 : Villa Caprice de Bernard Stora : Juge Madec
- 2021 : Mes très chers enfants d'Alexandra Leclère : Edouard de Castignac
- 2022 : Hommes au bord de la crise de nerfs d'Audrey Dana : Michel
- 2022 : Goliath de Frédéric Tellier : Paul
- 2023 : La Grande Magie de Noémie Lvovsky : le gendarme
- 2023 : Un hiver en été de Laetitia Masson : Henri
- 2023 : Bernadette de Léa Domenach : Nicolas Sarkozy
- 2024 : Les Pistolets en plastique de Jean-Christophe Meurisse : Paul Bernadin
- 2024 : Sarah Bernhardt, La Divine de Guillaume Nicloux : Pitou
- 2024 : Les Boules de Noël d'Alexandra Leclère : le psy
- 2025 : Vacances forcées de Stéphan Archinard et François Prévôt-Leygonie : Raphaël

### Télévision
- 1995 : Julie Lescaut (épisode 6 saison 4, Bizutage) d'Alain Bonnot : un bizut
- 2003 : PJ (série télévisée, épisode Enfance volée) : Marko Ramius
- 2009 : Un homme d'honneur de Laurent Heynemann : le juge Thierry Jean-Pierre
- 2009 : Envoyez la fracture (collection Suite noire) de Claire Devers : Ambroise Fridelance
- 2010 : Contes et nouvelles du XIXe siècle – L'Écornifleur de Jean-Charles Tacchella :  Henri Gérard
- 2010 : Fracture d'Alain Tasma : Darbois
- 2010 : Manon Lescaut de Gabriel Aghion : Le fils de Tonnerre
- 2010 : Chez Maupassant : Mon oncle Sosthène de Gérard Jourd'hui : Gaston
- 2012 : Miroir mon amour de Siegrid Alnoy : Le Prince
- 2013 : Alias Caracalla d'Alain Tasma : Brumaire
- 2013 : Meurtre en trois actes de Claude Mouriéras : Sébastien Bonnard
- 2014 : La Forêt d'Arnaud Desplechin : Piotr
- 2015 : Les Trois Sœurs de Valeria Bruni Tedeschi : Nikolaï
- 2015 : Mon cher petit village de Gabriel Le Bomin : Antoine
- 2015 : Le Jour de vérité d'Anna Justice : Claude Rousselot
- 2016 : Diabolique de Gabriel Aghion : Thomas Texier
- 2019-2022 : Jeux d'influence, série de Jean-Xavier de Lestrade : Guillaume Delpierre
- 2021 : Une affaire française de Christophe Lamotte : Juge Lambert
- 2021 : Emma Bovary de Didier Bivel : Pinard
- 2022 : Oussekine, série d'Antoine Chevrollier : Bernard Dartevelle
- 2023 : Sous contrôle d'Erwan Le Duc : le président de la République française
- 2023 : Bardot (mini-série) de Christopher Thompson et Danièle Thompson : Pierre Lazareff
- 2023 : Icon of French Cinema (mini-série) de Judith Godrèche : Pierre de Marrot
- 2024 : Citoyens clandestins de Laëtitia Masson : Montana
- 2024 : La Maman du bourreau de Gabriel Aghion : Pierre-Marie de Miremont

### Doublage
- 2022 : Saules aveugles, femme endormie : Ken

## Théâtre

### Hors Comédie-Française
- 1992 : Un fil à la patte de Georges Feydeau, mise en scène Philippe Duclos
- 1995 : Six fois deux de Georges Lavaudant, mise en scène de l'auteur, TNP Villeurbanne, CNSAD, TNB Rennes
- 1996 : La Cour des comédiens d'Antoine Vitez, mise en scène Georges Lavaudant, Festival d’Avignon
- 1997 : La fille que j'aime de Guillaume Hasson, mise en scène de l'auteur, Théâtre de Lille
- 1997 : Ulysse Matériaux, mise en scène Georges Lavaudant, Brest
- 1997 : Histoires de France de Michel Deutsch et Georges Lavaudant, mise en scène Georges Lavaudant, Odéon-Théâtre de l'Europe
- 1998 : Histoires de France de Michel Deutsch et Georges Lavaudant, mise en scène Georges Lavaudant, Opéra Comédie
- 1999 : Sainte Jeanne des Abattoirs de Bertolt Brecht, mise en scène Alain Milianti, Odéon-Théâtre de l'Europe, Le Volcan
- 1999 : Victor ou les Enfants au pouvoir de Roger Vitrac, mise en scène Philippe Adrien
- 1999 : Les Muses orphelines de Michel Marc Bouchard, mise en scène Isabelle Ronayette
- 1999 : Henri V de William Shakespeare, mise en scène Jean-Louis Benoît, Festival d'Avignon, Théâtre de Saint-Quentin-en-Yvelines, Théâtre de Nîmes, Théâtre national de Toulouse Midi-Pyrénées, Théâtre de l'Aquarium, tournée
- 2000 : Henri V de William Shakespeare, mise en scène Jean-Louis Benoît, Cour d'honneur du palais des papes, Avignon,Théâtre de l'Aquarium
- 2001 : Le Balcon de Jean Genet, mise en scène Jean Boillt, Festival d'Avignon
- 2001 : La Fille que j’aime de et mise en scène Guillaume Hasson
- 2001 : Les Parfums du cheik de et mise en scène Faouzi Bensaïdi
- 2001 : Cymbeline de William Shakespeare, mise en scène Mario Gonzalez
- 2001 : Henri VI de William Shakespeare, mise en scène Nadine Varoutsikos
- 2011 : Le Babil des classes dangereuses de Valère Novarina, lecture dirigée par Denis Podalydès, Odéon-Théâtre de l'Europe
- 2013 : Le Prix Martin d'Eugène Labiche, mise en scène Peter Stein, Odéon-Théâtre de l'Europe, Lisbonne
- 2015 : Toujours la tempête de Peter Handke, mise en scène Alain Françon, Odéon-Théâtre de l'Europe

### Comédie-Française
- Entrée à la Comédie-Française le 14 juin 2001
- Sociétaire le 1er janvier 2004
- 511e sociétaire[3]

- 2001 : Le Malade imaginaire de Molière, mise en scène Claude Stratz, Cléante
- 2001 : Ruy Blas de Victor Hugo, mise en scène Brigitte Jaques-Wajeman, laquais
- 2001 : Le Bourgeois gentilhomme de Molière, mise en scène Jean-Louis Benoît, Covielle
- 2002 : Lenz, Léonce et Léna d'après Georg Büchner, mise en scène Matthias Langhoff
- 2003 : Le Dindon de Georges Feydeau, mise en scène Lukas Hemleb, Salle Richelieu
- 2003 : La Forêt d'Alexandre Ostrovski, mise en scène Piotr Fomenko, Salle Richelieu
- 2004 : Fables de La Fontaine de Jean de La Fontaine, mise en scène Bob Wilson, Comédie-Française, Salle Richelieu, Lincoln Center, New York
- 2005 : La Forêt d'Alexandre Ostrovski, mise en scène Piotr Fomenko, Salle Richelieu
- 2005 : Le Tartuffe de Molière, mise en scène Marcel Bozonnet, Salle Richelieu, Valère
- 2005 : L’Amour médecin–Le Sicilien ou l'Amour peintre, deux comédies-ballets, de Molière et Lully, mise en scène Jean-Marie Villégier et Jonathan Duverger, Salle Richelieu, Aminte, Adraste
- 2006 : Cyrano de Bergerac d'Edmond Rostand, mise en scène Denis Podalydès, Salle Richelieu, Lignières, Cadet
- 2006 : Pedro et le Commandeur de Félix Lope de Vega, mise en scène Omar Porras, Salle Richelieu, le Commandeur et un villageois
- 2007 : Pedro et le Commandeur de Félix Lope de Vega, mise en scène Omar Porras, Salle Richelieu, le Commandeur et un villageois
- 2007 : Les Précieuses ridicules de Molière, mise en scène Dan Jemmett, Théâtre du Vieux-Colombier : Jodelet et Du Croisy
- 2007 : Le Mariage de Figaro de Beaumarchais, mise en scène Christophe Rauck, Salle Richelieu, Figaro
- 2008 : Juste la fin du monde de Jean-Luc Lagarce, mise en scène Michel Raskine, Salle Richelieu, Antoine
- 2008 : Trois Hommes dans un salon de François-René Christiani, mise en scène Anne Kessler, Studio-Théâtre : Léo Ferré
- 2008 : Le Mariage de Figaro de Beaumarchais, mise en scène Christophe Rauck, Salle Richelieu : Figaro
- 2009 : Les Précieuses ridicules de Molière, mise en scène Dan Jemmett, Théâtre du Vieux-Colombier : Jodelet et Du Croisy
- 2009 : Quatre pièces de Georges Feydeau, mise en scène Gian Manuel Rau, Théâtre du Vieux-Colombier
- 2009 : Amour et Piano : Édouard
- 2009 : Fiancés en herbe : René
- 2009 : Feu la mère de madame : Lucien
- 2009 : Juste la fin du monde de Jean-Luc Lagarce, mise en scène Michel Raskine, Salle Richelieu, Antoine
- 2010 : Les Trois Sœurs d'Anton Tchekhov, mise en scène Alain Françon, Salle Richelieu, Nikolaï Lvovitch Touzenbach, baron, lieutenant
- 2010 : Le Mariage de Figaro de Beaumarchais, mise en scène Christophe Rauck, Salle Richelieu, Russie : Figaro
- 2011 : Les Trois Sœurs d'Anton Tchekhov, mise en scène Alain Françon, Salle Richelieu, Nikolaï Lvovitch Touzenbach, baron, lieutenant
- 2011 : Trois Hommes dans un salon de François-René Christiani, mise en scène Anne Kessler, Studio-Théâtre : Léo Ferré
- 2011 : Le Malade imaginaire de Molière, mise en scène Claude Stratz, Salle Richelieu, Cléante
- 2012 : La Trilogie de la Villégiature de Carlo Goldoni, mise en scène Alain Françon, Théâtre Éphémère, Leonardo
- 2012 : Le Malade imaginaire de Molière, mise en scène Claude Stratz, Théâtre Éphémère, Cléante (en alternance)
- 2012 : Le Mariage de Figaro de Beaumarchais, mise en scène Christophe Rauck, Théâtre Éphémère, Figaro
- 2012 : Amphitryon de Molière, mise en scène Jacques Vincey, Théâtre du Vieux Colombier, Mercure
- 2013 : Candide de Voltaire, mise en scène Emmanuel Daumas, Studio-Théâtre
- 2013 : Le Système Ribadier de Georges Feydeau, mise en scène Zabou Breitman, Théâtre du Vieux Colombier, Thommereux
- 2014 : Trahisons de Harold Pinter, mise en scène Frédéric Bélier-Garcia, Théâtre du Vieux-Colombier, Jerry
- 2016 : Cyrano de Bergerac d'Edmond Rostand, mise en scène Denis Podalydès, Salle Richelieu, Lignière, Cadet (en alternance)
- 2016 : La Mer d'Edward Bond, mise en scène Alain Françon, Salle Richelieu, Evens
- 2016 : Britannicus de Jean Racine, mise en scène de Stéphane Braunschweig, Salle Richelieu, Néron
- 2016 : Vania d'après Oncle Vania d'Anton Tchekhov, mise en scène Julie Deliquet, Théâtre du Vieux-Colombier, Vania
- 2017 : La Résistible Ascension d'Arturo Ui de Bertolt Brecht, mise en scène Katharina Thalbach, Salle Richelieu, Arturo Ui
- 2018 : Britannicus de Jean Racine, mise en scène de Stéphane Braunschweig, Salle Richelieu, Néron
- 2018 : La Nuit des rois, ou Ce que vous voudrez de William Shakespeare, mise en scène de Thomas Ostermeier, salle Richelieu, Sir Toby Haut LeCoeur (reprise en 2020)
- 2018 : La Locandiera de Carlo Goldoni, mise en scène Alain Françon, Salle Richelieu, Fabrizio
- 2019 : Fanny et Alexandre de Ingmar Bergman, mise en scène Julie Deliquet, Salle Richelieu, Carl Ekdahl
- 2021 : Le Bourgeois gentilhomme de Molière, mise en scène de Valérie Lesort et Christian Hecq, Covielle et le Mamamouchi
- 2022 : L'Avare de Molière, mise en scène Lilo Baur, Salle Richelieu
- 2022 : La Vie de Galilée, de Bertolt Brecht, mise en scène Eric Ruf, salle Richelieu
- 2022 : Jean Baptiste, Armande et les autres, mise en scène Julie Deliquet, salle Richelieu
- 2023 : La Dame de la mer de Henrik Ibsen, mise en scène Géraldine Martineau, Théâtre du Vieux-Colombier
- 2023 : Et si c'étaient eux ? de et mise en scène Christophe Montenez et Jules Sagot, Théâtre du Vieux-Colombier
- 2023 : Cyrano de Bergerac d'Edmond Rostand, mise en scène Emmanuel Daumas, Salle Richelieu
- 2024 : Le Soulier de satin de Paul Claudel, mise en scène Éric Ruf, Salle Richelieu

## Podcasts
- 2022 : Batman : Autopsie : Le Sphinx
- 2023 : Tintin : Le Secret de la Licorne : G. Loiseau
- 2019 : Le 23 novembre 2019, à l'occasion des 60 ans d'Astérix, France Culture crée, au studio 104 de Radio France, un spectacle radiophonique en public tiré de la bande dessinée La Zizanie[4] intitulé « Astérix et la Zizanie »[5] (durée : 59 minutes) : Astérix.

## Distinctions

### Récompenses
- César 2008 : César du meilleur espoir masculin pour Ensemble, c'est tout
- Molières 2025 :  Molière du comédien dans un second rôle pour Le Soulier de satin

### Nominations
- César 2008 : César du meilleur acteur dans un second rôle pour Ensemble, c'est tout
- Molières 2008 : Molière du comédien dans un second rôle pour Juste la fin du monde
- Molières 2023 : Molière du comédien dans un spectacle de théâtre public pour L'Avare
- Molières 2024 :  Molière du comédien dans un second rôle pour Cyrano de Bergerac

### Décoration
- Officier de l'ordre des Arts et des Lettres. Il est promu au grade d’officier le 16 janvier 2014[6].